# Pentheochlora
Pentheochlora là một chi bướm đêm thuộc họ Geometridae.